# Ян и Анна Пухальские

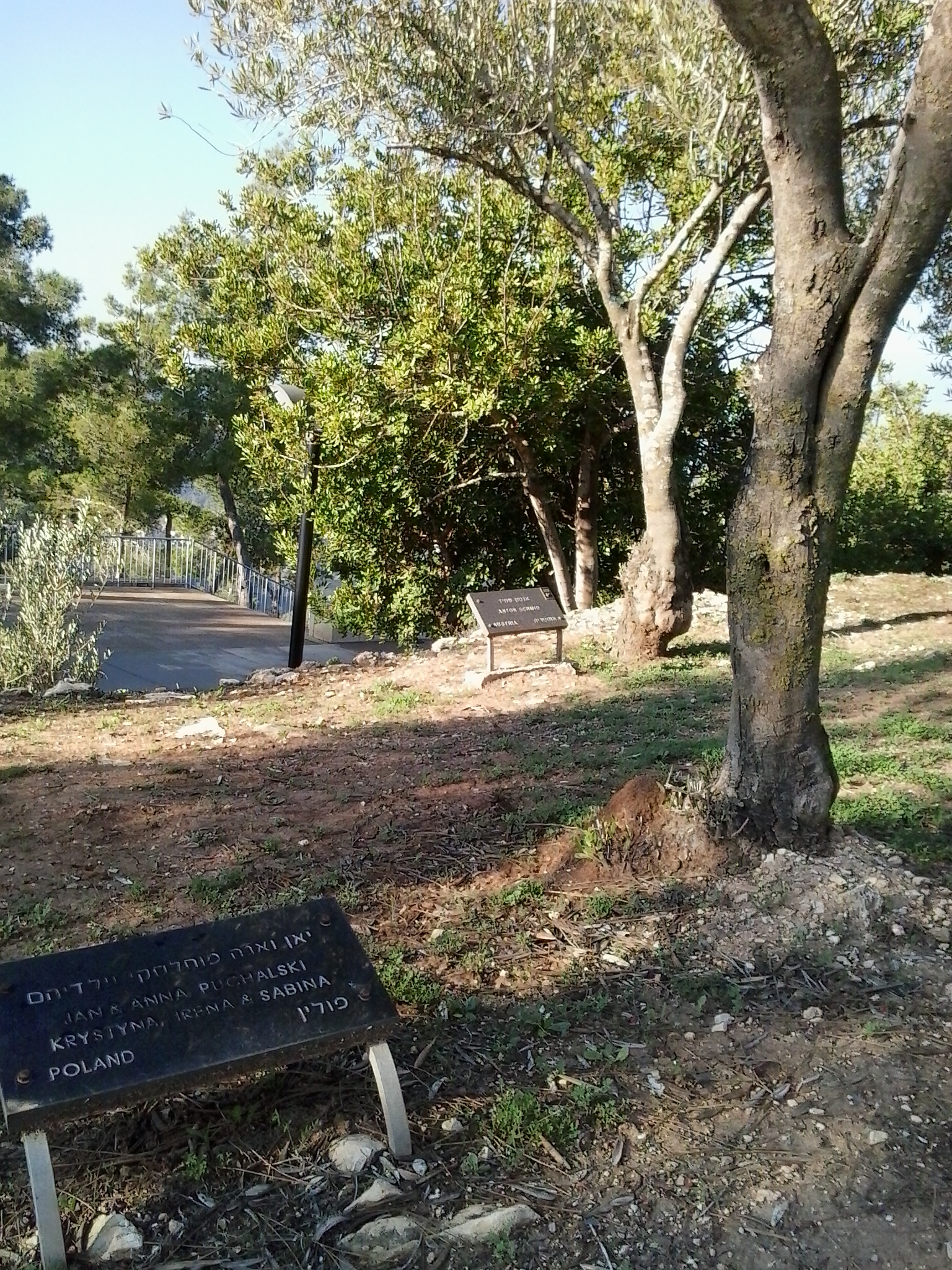
Дерево Пухальских

Ян и Анна Пухальские — польская супружеская пара, в годы Второй мировой войны укрывавшая у себя шестерых евреев. Праведники народов мира.
Ян и Анна со своими детьми жили в деревне Великая Лососна на северо-востоке Польши вблизи Гродно во время нацистской оккупации Польши. Вместе они спасли польских евреев от Холокоста, в том числе беглецов из Гродненского гетто до его жестокой ликвидации. Среди спасённых был в будущем выдающийся учёный Феликс Зандман, а также его дядя Сендер Фрейдович, супруги Мотель и Голда Басс, Борка Шулькес, Меер Замошчанский
Анна, мать пятерых детей, работала до войны сторожем дачи семьи Фрейдовичей. Когда-то она родила дочь в еврейском госпитале, куда её за свой счёт устроила бабушка Феликса Тэма. Основным местом, в котором спасённые провели 17 месяцев, стала вырытая ими яма-убежище размером 1,7 × 1,5 и глубиной 1,2 метра.
Пухальские посмертно были удостоены титулов праведников народов мира Яд ва-Шем в июне 1986 года. Почётные медали были вручены их старшей дочери Ирене на церемонии в Иерусалиме 14 июня 1987 года. Дети Пухальских также по традиции посадили дерево в саду Праведников мира. 19 октября 1987 года были признаны праведниками и их дочери — Ирена, Кристина и Сабина. Один из внуков Яна и Анны Пухальских является вице-президентом компании Феликса Зандмана.